# Blenniella gibbifrons
Blenniella gibbifrons — вид морських собачок, що зустрічається на коралових рифах Тихого та Індійського океану від східної Африки до Гаваїв, островів Лайн і Дюсі, на північ до Мінамі-Торісіма. Сягають довжини 12 см.